# 克里斯·海耶斯
克里斯·海耶斯（Chris Hayes，1955年7月17日—）是一位澳洲政治人物，他的黨籍是澳洲工黨。自2010年至2022年，他是福勒選區選出的澳大利亞眾議院的議員。他畢業於雪梨大學。